# Porządek dorycki

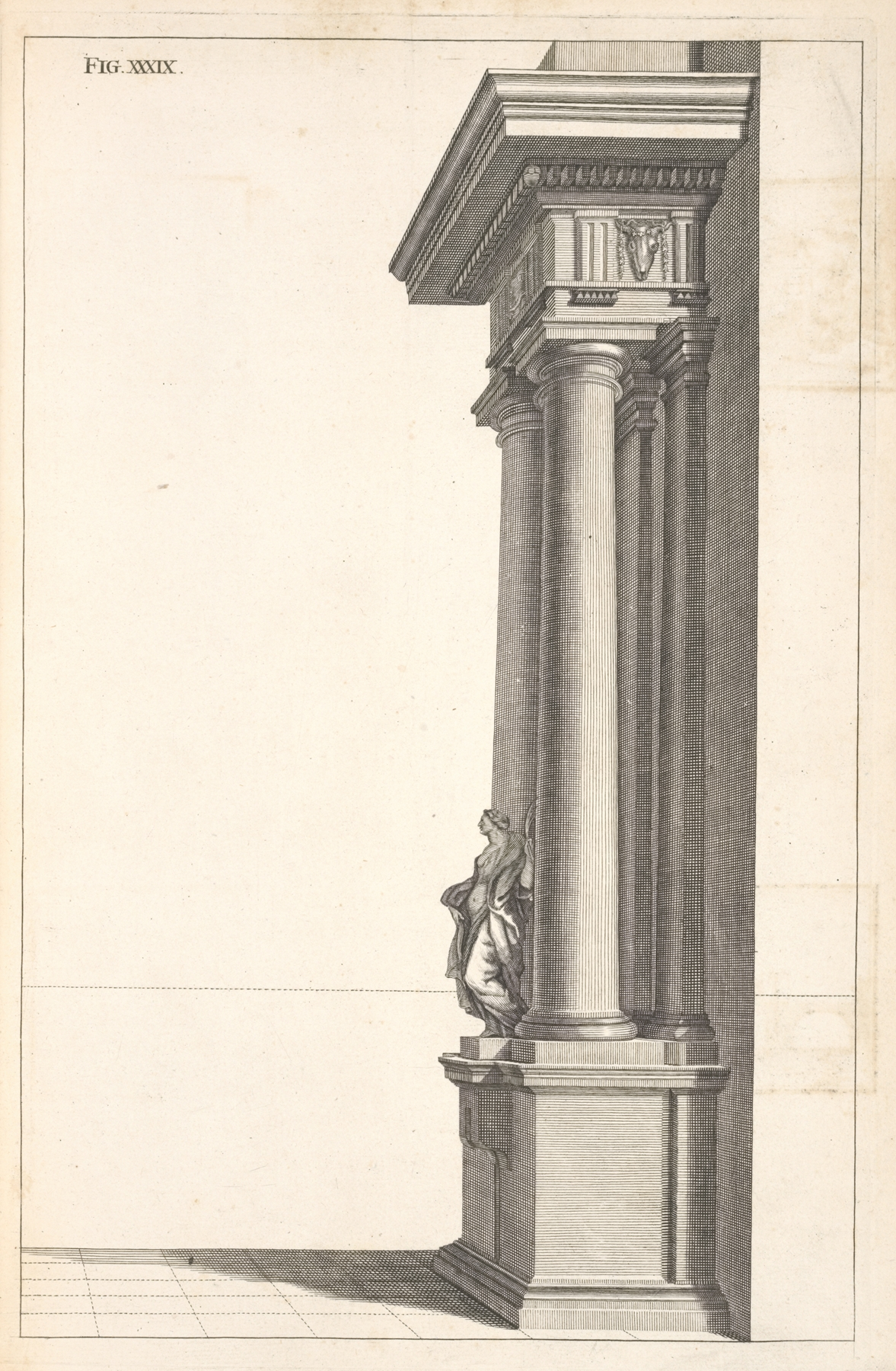
Architektura dorycka w perspektywie, rycina Andrei Pozzo z 1707 roku.

Porządek dorycki (styl) – jeden z najbardziej znanych porządków architektonicznych czasów starożytnych. Charakteryzuje się on ciężkimi proporcjami, surowością i monumentalizmem. Walory artystyczne ustępowały w nim miejsca funkcjonalizmowi.
Architektura dorycka wywodzi się prawdopodobnie z budownictwa drewnianego, gdzie punktem wyjścia był megaron, który w zmonumentalizowanej formie był centralną częścią pałaców mykeńskich. Wiele dekoracyjnych szczegółów w budownictwie kamiennym imituje elementy drewniane, np. tryglif nad każdą kolumną w budownictwie drewnianym pełnił rolę ochrony czoła belki stropowej i stanowił imitację zakończenia belki nośnej, umieszczane pod okapem regulae naśladują deseczki, guttae to imitacja drewnianych kołków łączących konstrukcje.

## Konstrukcja

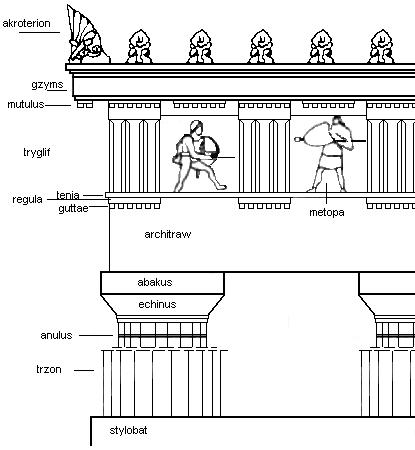
Porządek dorycki

### Zasady ogólne
Tak zwana zasada tryglifu, rządząca porządkiem doryckim, stawiała budowniczym następujące wymogi:
- tryglif musi znaleźć się nad każdą kolumną i nad każdym interkolumnium;
- na krawędziach fryzu należy umieścić dwa, stykające się ze sobą pod kątem prostym tryglify, nigdy metopy;
- każdy tryglif należy umieścić dokładnie nad środkiem kolumny i nad środkiem interkolumnium (z wyjątkiem kolumny i interkolumnium skrajnego, co wyraźnie uwidoczniono na rysunku powyżej).

Rozmiary poszczególnych elementów w stylu doryckim były ściśle określone: np. kolumna miała 12 modułów wysokości, kapitel i tryglif – 1 moduł, a metopa – 1,6. Zwykło się przyjmować, że modułem w przypadku porządku doryckiego była połowa średnicy trzonu kolumny u podstawy. Witruwiusz, autor traktatu o architekturze w I wieku p.n.e. podawał, że modułem może być: długość fasady, średnica dolnego bębna kolumny, szerokość tryglifu. W XIX wieku uczeni niemieccy po przeprowadzeniu szeregu pomiarów geometrycznych zachowanych świątyń doszli do wniosku, że najłatwiej spełnić wymogi zasady tryglifów w oparciu o przyjęcie jako modułu wielkości równej szerokości tryglifu (1 metr). W oparciu o tę wielkość, znając liczbę kolumn w elewacji, stosując się do surowych kanonów, architekt był w stanie wyliczyć pozostałe wymiary świątyni: jej wysokość, szerokość, rozmiary metop itp.
Podstawą budowli doryckiej jest stereobat, który składa się z fundamentu i trójstopniowej krepidomy, której górna powierzchnia to  stylobat. Na nim posadowione są kolumny.

### Kolumna i belkowanie
Kolumny w tym porządku nie miały bazy i wsparte były bezpośrednio na stylobacie. Trzon kolumny zwykle lekko zwężał się ku górze, a w około jednej trzeciej wysokości był lekko wybrzuszony (entasis). Miało to zapobiec optycznemu złudzeniu pochylania się kolumn  i złudzenia wklęsłości, jakie powstaje, gdy linie boków trzonu są proste. Kolumny doryckie w niektórych budowlach nie posiadały entasis, przykładem mogą być kolumny zewnętrznej kolumnady tolosu w Epidauros (ok. 360 – 340 p.n.e.). Głowica ma bardzo prosty kształt, okrągłej, spłaszczonej "poduszki" (echinus), na której spoczywa kwadratowa płyta abakusa. Trzon pokrywało 16-20 żłobień z ostrymi zakończeniami (kanelury). Słabo zdobiony kapitel tworzyły tylko echinus i abakus. Zabiegi z poszerzeniem kolumn nie były jedynymi stosowanymi przez architektów greckich. Niwelacja złudzeń optycznych polegała także na pogrubieniu zewnętrznych kolumn przy jednoczesnym lekkim pochyleniu ich górnej części w kierunku osi elewacji, a także wybrzuszeniu stylobatu w części środkowej.

Stosunek średnicy do jej wysokości w kolumnach doryckich w Grecji wynosi 1:6,5 do 1:4,06, w Rzymie zaś 1:8 (kolumna rzymska jest smuklejsza). Stworzoną w Italii odmianą porządku doryckiego był porządek toskański –  kolumna z bazą i gładkim trzonem, większe rozczłonkowanie kapitela, dodanie mu szyjki. Szyjka ta nazywana hypotrachelion oddzielała trzon od kapitelu. Czasem miejsce to podkreślano pierścieniem zw. anulusem. Mogła być oddzielona wyżłobionym rowkiem i zwieńczona trzema wąskimi pierścieniami (anuli).
Kolumny doryckie pojawiły się w Grecji w VII wieku p.n.e. (według innych źródeł w VI wieku p.n.e.).
Belkowanie składało się z niezdobionego architrawu, fryzu tryglifowo-metopowego oraz gzymsu (geison) zakończonego często simą (rynną) zdobioną rzygaczami i antefiksami. Pod każdym tryglifem poniżej listwy (tenia), która oddzielała architraw od fryzu umieszczano listewkę zwaną regula z 6 łezkami (guttae), natomiast nad fryzem dodawano podtrzymującą gzyms płytkę (mutulus) z łezkami w 3 rzędach.
Budowle przykrywał dwuspadowy dach, który w elewacjach szczytowych tworzył dwa tympanony.
Szczyt i naroża zdobiły akroteria.

## Zasięg i zastosowanie
Porządek dorycki wykształcił się na Peloponezie, rozpowszechnił się na terytoriach zamieszkiwanych przez Dorów, później wszędzie tam, gdzie dotarła grecka cywilizacja. Najciekawsze przykłady budowli doryckich zachowały się w Italii i na Sycylii.
Surowe reguły kanonu doryckiego były trudne do zastosowania w dużych budowlach, co doprowadziło do zaniechania stosowania tego porządku w okresie hellenistycznym, niemniej z tego czasu znamy jeszcze budowle w stylu doryckim, np. świątynia Ateny Nikeforos w Pergamonie czy Ateny Lindia w Lindos na Rodos.
Przykłady zabytków w porządku doryckim: świątynia Apolla w Koryncie (ok. 540 r. p.n.e.), świątynia Afai na Eginie (ok. 510-490 r. p.n.e.), świątynie Zeusa (Olimpiejon), świątynie w Paestum (np. Hery, poł. V w.p.n.e. oraz Posejdona), także Hery (Herajon) w Olimpii. Za najdoskonalszy przykład stylu doryckiego uważa się Partenon w Atenach.